# Centre de langues de l'école polytechnique de Łódź
 (mars 2025).
 (novembre 2014).
Si vous disposez d'ouvrages ou d'articles de référence ou si vous connaissez des sites web de qualité traitant du thème abordé ici, merci de compléter l'article en donnant les références utiles à sa vérifiabilité et en les liant à la section « Notes et références ».
Le Centre de langues de l'école polytechnique de Łódź a été créé en 1951 sous le nom de Centre d’apprentissage des langues étrangères. Selon le décret du recteur de l’école polytechnique de Łódź, un changement de nom a eu lieu le 1er janvier 2013. Le nom actuel est : Centre de langues de l'école polytechnique de Łódź.
Depuis 2005, le siège du Centre des langues de l’École polytechnique se situe dans un ancien bâtiment d'usine situé au 12 avenue de l'École polytechnique à Łódź. Le bâtiment a été modernisé et équipé à l'aide du Fonds européen de développement régional (mars 2004 - janvier 2006).
Au Centre des langues de l’École polytechnique de Łódź, il y a 28 salles de cours et une salle de conférence. Le personnel enseignant ainsi que les étudiants peuvent profiter des services et des collections de la bibliothèque étant sur place. Le Centre est également le siège de l'Université du troisième âge de l’École polytechnique de Łódź. Actuellement (données de l’année 2013), le centre emploie 72 enseignants universitaires et 15 employés administratifs, techniques et de service.
Le Centre des langues propose 6 langues étrangères : l’anglais, l’allemand, le russe, l’italien, le français, l’espagnol ainsi que le polonais pour les étrangers. En 2013, il y avait 6 273 étudiants qui avaient participé aux cours de langues dont 5658 étudiants pour leurs études à temps plein et 1 189 étudiants des études à temps partiel. Les cours d'anglais représentent 89 % de toutes les classes de langues étrangères de l’École polytechnique de Łódź.
Le Centre des langues de l’école polytechnique de Łódź dispense des cours pour le premier, deuxième et troisième cycle d’études ainsi que pour des étudiants qui participent aux programmes Socrates-Erasmus et IAESTE en conformité avec le programme de l'établissement, pour les étudiants de l’école polytechnique de Łódź, pour les étudiants de l'université du Troisième âge comme pour les étudiants d’échange du Cangzhou Vocational and Technical College / 沧州职业技术学院 (Chine) et pour tous les étrangers qui désirent étudier à l’école polytechnique de Łódź (cours d’été de langue polonaise).
Le Centre des langues de l’école polytechnique de Łódź prend part à un programme organisé par le Bureau de la ville de Łódź appelé "Młodzi w Łodzi - Językowzięci" (depuis le 24 septembre 2012) dont l'objectif est de promouvoir les langues qui sont moins répandues en Pologne et d'encourager les étudiants et les diplômés de Łódź à apprendre ces langues ou à améliorer leurs compétences linguistiques. Dans le cadre du programme, le Centre des langues de l’école polytechnique de Łódź offre des cours de finnois, danois et suédois.
Les enseignants universitaires employés au Centre enseignent également à la Faculté internationale d'ingénieurs (IFE) de l’École polytechnique de Łódź. Le Centre de langues est aussi centre d’examen pour les examens internationaux : Telč, LCCI et BULATS. Il coopère également avec le Bureau pour les personnes handicapées (BON) de l’école polytechnique de Łódź, l’Association des étudiants (BEST) et aussi avec les presses de l’école polytechnique.

## Événement
- Organisation de la 22e Conférence internationale IATEFL Pologne à Łódź (27-29 septembre 2013), avec 780 participants.
- Organisation et coordination de la première "visite d'étude" à l’école polytechnique de Łódź (5-9 juin 2013), hébergement des 13 représentants du personnel de gestion des universités partenaires. Le but de la visite était de promouvoir l’internationalisation des universités.

## Autorités (2015 – 2019)
- Chef du Centre de langues : Magdalena Nowacka
- Directeur adjoint des études : Adrianna Kozłowska
- Directeur adjoint pour les affaires générales : Anna Badura

## Affiliation
- SERMO (Association des centres de langues étrangères académiques)